# Комиксная журналистика
Комиксная журналистика — жанр журналистики, использующий для описания событий серии изображений — комиксов. Использование текста в подобных материалах минимальное, он используется в диалогах и для связи отдельных стрипов. Как и традиционная журналистика, комиксная основывается на фактах. Журналисты-художники обращаются к различным жанрам: интервью, репортажам, расследованиям, трэвологам. Для комиксной журналистики характерна остросоциальная проблематика, на первый план авторы ставят эмоциональное воздействие на читателя, позволяя ему почувствовать себя «внутри» событий, описываемых в комиксе.
Начало комиксной журналистике положил Арт Шпигельман, получив Пулицеровскую премию за свой графический роман «Маус (комикс)», рассказывающий о жизни его отца в концлагере. Когда в 1996 году Джо Сакко, издав серию репортажей о Палестине, комиксная журналистика обрела свою современную форму. По словам самого Сакко: «Я думаю, именно тот момент, когда я отправился на Средний Восток и написал серию комиксов „Палестина“, стал отправной точкой для объединения журналистики и комиксов».
Сегодня существует специализированные издания и интернет порталы, публикующие материалы в форме комиксов, такие как Mamma!,Symbolia, The Nib, Cartoon Movement. Появляются подобные материалы и в традиционных изданиях, например, в The Guardian, в «Русском репортере».
Комиксную журналистику уже можно выбрать в качестве специальности в университетах Америки и Индии.
В России комиксная журналистика так же начинает развиваться. Переведены на русский язык «Маус» и «Палестина». Среди русских журналистов-художников можно отметить Марину Напрушкину, Викторию Ломаско и Константина Еременко.

## Другие значимые произведения
- Джо Сакко. «Спасти Горажде. Война в Восточной Боснии» (2000) «Safe Area Gorazde: The War In Eastern Bosnia 1992—1995»[13]

История о последних боснийских мусульманах, основанная на материалах собранных Сакко за три года, проведенными им в Боснии.
- Эммануэль Гибер, Дидье Лефевр. «Фотография» (2007) Le Photographe[13]

Победитель международного фестиваля комиксов в Ангулеме. Книга о войне в Афганистане была представлена отдельной выставкой на фестивале «КомМиссия» в Москве. По словам военного репортера The Times Криса Хеджеса «авторам удалось найти идеальную точку зрения для разговора о войне — позицию наивного сочувствующего наблюдателя».
- Джош Нойфельд. «A.D.: Новый Орлеан после потопа» (2009) A.D.: New Orleans After The Deluge[13]

Герои книги стали несколько новоорлеанцев пострадавших от урагана Катрина. Графический нон-фикшн года по версии MTV.
- Крис Хеджес, Джо Сакко. «Дни разорения, дни возмущения» (2012) Days Of Destruction, Days Of Revolt[13]

«Первооткрыватель» графической журналистики и пулитцеровский лауреат создают репортаж о недостатках экономической системы США и ее жертвах.
- Эммануэль Лепаж. «Одна весна в Чернобыле» (2012) Un printemps a Tchernobyl[13].

Рассказ Лелажа о Чернобыле. Отличает книгу невероятный по силе рисунок.
- Гай Делиль. «Иерусалимские хроники» (2011) Chroniques de Jerusalem[13]

Роман получил приз как лучший альбом на фестивале комиксов в Ангулеме. По его, он « выбрасывает из своих рассказов все скучное — то есть политику и этнографию, а оставляет, например, рассказ о священнике, хранящем в церкви коллекцию фильмов ужасов, и о том, где купить памперсы в Иерусалиме в пятницу вечером».
- Марина Напрушкина «Убедительная победа» (2010)[14]

Герой комикса — реальный человек Александр Класковский, бывший милиционер, осужденный за «активное участие в массовых беспорядках», вспыхнувший после президентских выборов в Белоруссии.
- Виктория Ломаско «Урок рисования» (2010)[14]

Комикс о воспитанниках детдома. Примечателен тем, что автор использует не только свои работы, но и рисунки самих героев.
- Константин Еременко «ИстЕрия Сибири» (2010)[14]

Автор рассказывает о возможном отделении Сибири от России.

## Критика
Основная критика против комиксной журналистики основана на её предполагаемой субъективности. Впрочем, сами комиксисты отвергают эти обвинения, утверждая, что придерживаются фактов в своих работах.
Сакко даже говорит о преимуществе рисунка над фотографией: фотографию можно точно так же изменить на графическом редакторе, так что ее достоверность спорна, при этом никакая фотография не cможет запечатлеть «тот самый момент, когда один человек замахивается дубинкой, а другой падает на землю. В этом и заключается особая сила рисунка».